# 索蒙多科
索蒙多科（西班牙語：Somondoco）是哥倫比亞的城鎮，位於該國東北部，由博亞卡省負責管轄，距離首府通哈131公里，始建於1537年11月6日，面積59平方公里，海拔高度1,800米，2005年人口3,246。

## 外部連結
4°59′16″N 73°26′10″W / 4.98778°N 73.4361°W